# Under the Table and Dreaming
Under the Table and Dreaming es el primer álbum grabado en estudio por la banda estadounidense Dave Matthews Band, lanzado al mercado el 27 de septiembre de 1994.
El primer sencillo del disco fue “What Would you say” y contó con la participación de John Popper, de los Blues Traveler, en la armónica. Los siguientes sencillos del disco fueron Ants Marching y Satellite.
El título del álbum fue tomado de la letra de la canción Ants marching, la cual dice “He remembers being small/laying under the table and dreaming” (Y recuerda ser pequeño / jugando bajo la mesa y soñando...)
El disco está dedicado “A la memoria de Anne”, la hermana mayor de Dave Matthews que fue asesinada en el año 1994 por su marido, el cual luego del homicidio se suicidó.

## Lista de canciones
1. "The Best of What's Around" – 4:17
2. "What Would You Say" – 3:42
3. "Satellite" – 4:51
4. "Rhyme & Reason" – 5:15
5. "Typical Situation" – 5:59
6. "Dancing Nancies" – 6:05
7. "Ants Marching" – 4:31
8. "Lover Lay Down" – 5:37
9. "Jimi Thing" – 5:57
10. "Warehouse" – 7:06
11. "Pay for What You Get" – 4:32
12. "#34" – 5:00

Todas las canciones fueron escritas por David J. Matthews. “#34” es la única canción instrumental del álbum.

## Créditos

### Músicos
- Carter Beauford – batería, percusión y voz.
- Stefan Lessard – bajo.
- Dave Matthews – guitarra acústica y voz.
- LeRoi Moore – flauta, Saxofón alto, soprano y tenor.
- Boyd Tinsley – Violín acústico, voz

### Músicos invitados
- Tim Reynolds — guitarra acústica
- John Popper — armónica en "What Would You Say"
- John Alagia — voz adicional en "Dancing Nancies" y en "What Would You Say"
- Michael McDonald — voz adicional en "Dancing Nancies" y en "What Would You Say"
- Andrew Page — voz adicional en "Dancing Nancies" y en "What Would You Say"
- Jeff Thomas — voz adicional en "Dancing Nancies" y en "What Would You Say"
- Steve Forman —percusión adicional en "Typical Situation"

- Datos: Q2250439